# Bataille d'Ostrach
Deuxième Coalition
Batailles
Guerre de la Deuxième Coalition
- St George's Caye (navale) (09-1798)
- Nicopolis (10-1798)
- Corfou (11-1798)
- Copenhague (navale) (04-1801)
- Algésiras (navale) (06-1801)

Campagne de Hollande
- Callantsoog (08-1799)
- Vlieter (08-1799)
- Zyp (09-1799)
- Bergen (09-1799)
- Alkmaar (10-1799)
- Castricum (10-1799)

Campagne de Suisse
- Ostrach (03-1799)
- Feldkirch (03-1799)
- 1re Stockach (03-1799)
- Frauenfeld (05-1799)
- Winterthour (05-1799)
- 1re Zurich (06-1799)
- Schwytz (08-1799) (en)
- Amsteg (08-1799)
- Saint-Gothard (09-1799)
- 2e Zurich (09-1799)
- Linth (09-1799)
- Muten (10-1799) (ru)
- Engen (05-1800)
- 2e Stockach (05-1800)
- Moesskirch (05-1800)
- Biberach (05-1800)
- Erbach (05-1800)
- Höchstädt (06-1800)
- Ampfing (12-1800)
- Hohenlinden (12-1800)

Campagne d'Égypte
- Malte 1 (06-1798)
- Malte 2 (06-1798)
- Alexandrie (07-1798)
- Chebreiss (07-1798)
- Pyramides (07-1798)
- 1re Aboukir (08-1798)
- Salheyeh (08-1798)
- Malte 3 (09-1798)
- Sédiman (10-1798)
- Caire (10-1798)
- Samanouth (01-1799)
- El Arish (02-1799)
- Syène (02-1799)
- Jaffa (03-1799)
- Saint-Jean-d'Acre (03-1799)
- Mont-Thabor (04-1799)
- 2e Aboukir (07-1799)
- Damiette (11-1799)
- Héliopolis (03-1800)
- 3e Aboukir (03-1801)
- Mandora (03-1801)
- Canope (03-1801)
- Fort Jullien (04-1801)
- Le Caire (06-1801)
- Alexandrie (08-1801)

2e Campagne d'Italie
- Vérone (03-1799)
- Magnano (04-1799)
- Cassano (04-1799)
- Mantoue (04-1799)
- Bassignana (05-1799)
- 1re Marengo (05-1799) (en)
- Modène (06-1799) (en)
- Trebbia (06-1799)
- 2e Marengo (06-1799) (en)
- Novi 1 (08-1799)
- Rome (09-1799)
- Mannheim (09-1799) (en)
- Novi 2 (10-1799) (en)
- Genola (11-1799)
- Gênes (04-1800)
- Sassello (04-1800) (en)
- Fort Bard (05-1800)
- Verceil (05-1800)
- Turbigo (05-1800)
- Montebello (06-1800)
- 3e Marengo (06-1800)
- Pozzolo (12-1800)

La bataille d'Ostrach se déroule les 20 et 21 mars 1799 pendant les guerres de la Deuxième Coalition. L'armée autrichienne de l'archiduc Charles y vainc l'armée française du Danube sous les ordres du général Jourdan.
La bataille se déroule sous la pluie et dans un brouillard épais. Au début de la bataille, les Français parviennent à s'emparer du village d'Ostrach et de divers points d'appui environnants. La supériorité numérique de l'armée autrichienne lui permet d'en chasser les Français. Le soir, sa gauche tournée, Jourdan ordonne de se replier sur les hauteurs de Pfullendorf. Lorsque le brouillard se lève le lendemain, Jourdan découvre que l'armée autrichienne est beaucoup plus forte qu'escompté et annule la contre-attaque envisagée. L'armée du Danube se replie alors sur Engen et Stockach avant d'affronter de nouveau l'armée autrichienne à la bataille de Stockach.

## Opérations préliminaires

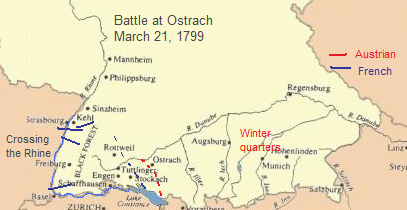
Plan des positions hivernales et des mouvements préliminaires en Allemagne du Sud.

L'archiduc Charles prend le commandement de l'armée autrichienne en janvier 1799. Il n'est pas favorable au plan adopté par le conseil aulique qui consiste à établir un cordon de défense de l'Allemagne à l'Italie du Nord et de ne pas prendre l'offensive. Il établit son quartier-général à Friedberg, environ 8 km au sud-est d'Augsbourg. Son armée a ses quartiers d'hiver autour d'Augsbourg et plus au sud le long de la Lech,.
Le 1er mars, l'hiver se terminant, le général Jourdan et les 40 000 hommes de l'armée du Danube franchissent le Rhin à Kehl. Les Français traversent la Forêt-Noire vers la Bavière en trois colonnes par le Val d'Enfer via Oberkirch et Freudenstadt tandis qu'une quatrième colonne longe le Rhin sur sa rive droite. Jourdan ne s'arrête pas aux débouchés orientaux du massif mais continue à travers la plaine du Danube et s'établit entre Rottweil et Tuttlingen avant de pousser jusqu'à Pfullendorf en Haute-Souabe.
L'annonce de l'offensive française met trois jours à parvenir à l'archiduc Charles à Augsbourg. L'avant-garde autrichienne, soit 17 000 hommes sous les ordres du Feld-marschal Nauendorf (en), traverse le Lech en trois colonnes. La première à Babenhausen puis se dirige vers Biberach an der Riß, la seconde à Memmingen puis marche vers Bad Waldsee et la troisième à Leutkirch avant de se diriger vers Ravensbourg. Le corps principal, fort de 53 000 hommes et commandé par l'archiduc en personne, franchit le Lech à Augsbourg, Landsberg am Lech et Schongau tandis que six bataillons rassemblant 6 600 hommes franchissent le Danube à Ulm. Parallèlement, le général Hotze conduit un corps de 10 000 hommes vers le nord depuis Feldkirch mais n'arrive à temps ni pour participer à la bataille d'Ostrach ni à celle de Stockach quelques jours plus tard.
Les premiers éléments autrichiens atteignent Ostrach le 7 mars. L'avant-garde française, sous les ordres du général François Joseph Lefebvre, se présente le 9 ; en première ligne, la 25e demi-brigade légère se déploie entre Ostrach et Hoßkirch, tandis que les 53e et 67e demi-brigade de ligne, vingt escadrons de hussards, chasseurs et dragons et l'artillerie restent en réserve,,. Le 12 mars, les uhlans et les hussards autrichiens occupent le village et les fermes alentour et le 17 l'avant-garde autrichienne établit des avant-postes à Buchau, Altshausen et Bad Waldsee. L'ensemble de l'armée de l'archiduc Charles, totalisant 110 000 hommes, tient une ligne entre Ulm et le lac de Constance.

## Conséquences
Sur un effectif de 52 000 hommes, l'armée autrichienne compte 2 113 tués, blessés ou prisonniers. Les troupes françaises déplorent quant à elles 2 257 hommes tués, blessés ou prisonniers qui, reportés à leur effectif global — 28 000 hommes — représentent une perte de 8 %, soit deux fois plus importante que celle de leurs adversaires.